# Корнаредо
Корнаредо (итал. Cornaredo) — город в Италии, в провинции Милан области Ломбардия.
Население составляет 20 416 человек (на 2004 г.), плотность населения составляет 1513 чел./км². Занимает площадь 13 км². Почтовый индекс — 20010. Телефонный код — 02.
Покровителями коммуны почитаются святые апостолы Иаков Старший и Филипп, празднование в первое воскресение сентября.

## Города-побратимы
- Саррок, Италия